# V354 Cephei
V354 Cephei – czerwony nadolbrzym należący do Drogi Mlecznej. Znajduje się około 9000 lat świetlnych od Słońca w kierunku konstelacji Cefeusza. Jest to czwarta pod względem wielkości znana gwiazda – jej średnica jest 1520 razy większa od średnicy Słońca. Gdyby została umieszczona w centrum naszego Układu Słonecznego, jej powierzchnia rozciągałaby się między orbitami Jowisza i Saturna.